# Ferrocianuro de potasio
El ferrocianuro potásico o hexacianoferrato (II) de potasio trihidratado es una sal del anión complejo ferrocianuro y el catión potasio. A temperatura ambiente se presenta como un sólido de color amarillo claro e inodoro. No se conoce punto de fusión ni ebullición a presión normal, porque comienza a perder el agua de cristalización, convirtiéndose en la sal anhidra.

## Usos
Se usa como reactivo en la tinción de Perls para el diagnóstico en orina de hemólisis intravascular crónica en anemias microcíticas. Prueba positiva cuando la muestra de orina (frotis) adquiere color azul-verdoso al añadir el ferrocianuro potásico.
También usado como antiaglomerante o antiapelmazante de uso alimentario en la sal y ciertos tipos de vino (E-536).

## Peligrosidad
El ferrocianuro de potasio es un compuesto inocuo y estable en condiciones normales. En medios altamente ácidos libera cianuro de hidrógeno, un gas altamente tóxico.